# 阿塔拉亚-德尔卡尼亚瓦特
阿塔拉亚-德尔卡尼亚瓦特（西班牙語：Atalaya del Cañavate）是西班牙卡斯蒂利亚-拉曼恰昆卡省的一个市镇。总面积46平方公里，总人口139人（2001年），人口密度3人/平方公里。